# Лэймбир, Билл
Уильям «Билл» Лэймбир младший (англ. William "Bill" Laimbeer, Jr.; родился 19 мая 1957, Бостон, Массачусетс) — американский профессиональный баскетболист и тренер. Играл на позиции центрового. Двукратный чемпион НБА в составе «Детройт Пистонс» в качестве игрока и трёхкратный победитель ВНБА в составе «Детройт Шок» в качестве тренера. Четырёхкратный участник матча всех звёзд НБА, в 2003 и 2015 годах признавался тренером года женской НБА. В последнее время занимал должность генерального менеджера и главного тренера клуба ЖНБА «Лас-Вегас Эйсес».

## Карьера игрока
Учился в Университете Нотр-Дам, в 1979 году был выбран на драфте НБА под 65-м номером командой «Кливленд Кавальерс», однако сезон 1979/1980 годов он провёл в итальянском клубе «Брешиа». Позже выступал за команду «Детройт Пистонс». Всего в НБА провёл 14 сезонов. В сезонах 1988/1989 годов и 1989/1990 годов Лэймбир стал чемпионом НБА в составе «Пистонс». Четыре раза принимал участие в матче всех звёзд НБА (1983—1985 и 1987). 4 февраля 1995 года за ним в «Детройт Пистонс» закреплён номер 40. В 1986 году по итогам сезона стал лидером регулярного чемпионата НБА по подборам. Всего за карьеру в НБА Лэймбир сыграл 1068 игр, в которых набрал 13 790 очков (в среднем 12,9 за игру), сделал 10 400 подборов, 2184 передачи, 710 перехватов и 965 блок-шотов.

## Карьера тренера
С 2002 по 2009 год тренировал команду «Детройт Шок» из женской национальной баскетбольной ассоциации (ВНБА), трижды приводя команду к чемпионскому титулу, а в 2003 году был признан тренером года ВНБА. 15 июня 2009 года ушёл в отставку с поста главного тренера «Детройт Шок» по семейным причинам и желание стать главным тренером команды НБА, а его место у руля «Шок» занял его ассистент и бывший партнёр по «Пистонс» Рик Махорн. Однако всё, чего ему удалось добиться, так это отработать два сезона ассистентом в команде «Миннесота Тимбервулвз», после чего он решил вернуться женскую НБА, заключив в 2013 году соглашение с командой «Нью-Йорк Либерти». Два раза назначался на должность главного тренера матча всех звёзд ВНБА (2004 и 2007 гг.). В 2015 году «Нью-Йорк Либерти» стала лучшей командой регулярного чемпионата, одержав 23 победы при 11 поражениях, а Билл Лэймбир второй раз в своей тренерской карьере был признан тренером года.

## Интересные факты
- В юности Лэймбир снимался в телесериале «Земля исчезнувших», играя роль одного из представителей высокорослой расы слистаков (кроме него, там снимались Дэвид Гринвуд и Джон Ламберт). Также его можно увидеть в фильме «Прощание с Парижем».
- В 1991 году на SNES вышла игра Bill Laimbeer's Combat Basketball. По сюжету в 2030 году он становится комиссаром баскетбольной лиги, выгоняет судей и меняет правила игры — не фиксируются нарушения правил и разрешается применять оружие.

## Статистика

### Статистика в НБА
| Сезон                                                                                    | Команда  | Регулярный сезон | Регулярный сезон | Регулярный сезон | Регулярный сезон | Регулярный сезон | Регулярный сезон | Регулярный сезон | Регулярный сезон | Регулярный сезон | Регулярный сезон | Регулярный сезон | Серия плей-офф | Серия плей-офф | Серия плей-офф | Серия плей-офф | Серия плей-офф | Серия плей-офф | Серия плей-офф | Серия плей-офф | Серия плей-офф | Серия плей-офф | Серия плей-офф |
| Сезон                                                                                    | Команда  | GP               | GS               | MPG              | FG%              | 3P%              | FT%              | RPG              | APG              | SPG              | BPG              | PPG              | GP             | GS             | MPG            | FG%            | 3P%            | FT%            | RPG            | APG            | SPG            | BPG            | PPG            |
| ---------------------------------------------------------------------------------------- | -------- | ---------------- | ---------------- | ---------------- | ---------------- | ---------------- | ---------------- | ---------------- | ---------------- | ---------------- | ---------------- | ---------------- | -------------- | -------------- | -------------- | -------------- | -------------- | -------------- | -------------- | -------------- | -------------- | -------------- | -------------- |
| 1980/81                                                                                  | Кливленд | 81               | —                | 30,4             | 50,3             | 0,0              | 76,5             | 8,6              | 2,7              | 0,7              | 1,0              | 9,8              | Не участвовал  | Не участвовал  | Не участвовал  | Не участвовал  | Не участвовал  | Не участвовал  | Не участвовал  | Не участвовал  | Не участвовал  | Не участвовал  | Не участвовал  |
| 1981/82                                                                                  | Кливленд | 50               | 4                | 17,9             | 47,0             | 50,0             | 77,5             | 5,5              | 0,9              | 0,4              | 0,6              | 6,7              | Не участвовал  | Не участвовал  | Не участвовал  | Не участвовал  | Не участвовал  | Не участвовал  | Не участвовал  | Не участвовал  | Не участвовал  | Не участвовал  | Не участвовал  |
| 1981/82                                                                                  | Детройт  | 30               | 30               | 31,2             | 51,6             | 14,3             | 81,3             | 11,3             | 1,8              | 0,6              | 1,1              | 12,8             | Не участвовал  | Не участвовал  | Не участвовал  | Не участвовал  | Не участвовал  | Не участвовал  | Не участвовал  | Не участвовал  | Не участвовал  | Не участвовал  | Не участвовал  |
| 1982/83                                                                                  | Детройт  | 82               | 82               | 35,0             | 49,7             | 15,4             | 79,0             | 12,1             | 3,2              | 0,6              | 1,4              | 13,6             | Не участвовал  | Не участвовал  | Не участвовал  | Не участвовал  | Не участвовал  | Не участвовал  | Не участвовал  | Не участвовал  | Не участвовал  | Не участвовал  | Не участвовал  |
| 1983/84                                                                                  | Детройт  | 82               | 82               | 34,9             | 53,0             | 0,0              | 86,6             | 12,2             | 1,8              | 0,6              | 1,0              | 17,3             | 5              | 0              | 33,0           | 56,9           | 0,0            | 90,0           | 12,4           | 2,4            | 0,8            | 0,6            | 15,2           |
| 1984/85                                                                                  | Детройт  | 82               | 82               | 35,3             | 50,6             | 22,2             | 79,7             | 12,4             | 1,9              | 0,8              | 0,9              | 17,5             | 9              | 9              | 36,1           | 44,9           | 0,0            | 70,6           | 10,7           | 1,7            | 0,8            | 0,8            | 14,7           |
| 1985/86                                                                                  | Детройт  | 82               | 82               | 35,3             | 49,2             | 28,6             | 83,4             | 13,1             | 1,8              | 0,7              | 0,8              | 16,6             | 4              | 4              | 42,0           | 50,0           | 100,0          | 91,3           | 14,0           | 0,3            | 0,5            | 0,8            | 22,5           |
| 1986/87                                                                                  | Детройт  | 82               | 82               | 34,8             | 50,1             | 28,6             | 89,4             | 11,6             | 1,8              | 0,9              | 0,8              | 15,4             | 15             | 15             | 36,2           | 51,5           | 20,0           | 62,5           | 10,4           | 2,5            | 1,0            | 0,8            | 12,3           |
| 1987/88                                                                                  | Детройт  | 82               | 82               | 35,3             | 49,3             | 33,3             | 87,4             | 10,1             | 2,4              | 0,8              | 1,0              | 13,5             | 23             | 23             | 33,9           | 45,6           | 29,4           | 88,9           | 9,6            | 1,9            | 0,8            | 0,8            | 11,9           |
| 1988/89                                                                                  | Детройт  | 81               | 81               | 32,6             | 49,9             | 34,9             | 84,0             | 9,6              | 2,2              | 0,6              | 1,2              | 13,7             | 17             | 17             | 29,2           | 46,5           | 35,7           | 80,6           | 8,2            | 1,8            | 0,4            | 0,5            | 10,1           |
| 1989/90                                                                                  | Детройт  | 81               | 81               | 33,0             | 48,4             | 36,1             | 85,4             | 9,6              | 2,1              | 0,7              | 1,0              | 12,1             | 20             | 20             | 33,4           | 45,7           | 34,9           | 86,2           | 10,6           | 1,4            | 1,2            | 0,9            | 11,1           |
| 1990/91                                                                                  | Детройт  | 82               | 81               | 32,5             | 47,8             | 29,6             | 83,7             | 9,0              | 1,9              | 0,5              | 0,7              | 11,0             | 15             | 15             | 29,7           | 44,6           | 29,4           | 87,1           | 8,1            | 1,3            | 0,3            | 0,8            | 10,9           |
| 1991/92                                                                                  | Детройт  | 81               | 46               | 27,6             | 47,0             | 37,6             | 89,3             | 5,6              | 2,0              | 0,6              | 0,7              | 9,7              | 5              | 4              | 29,0           | 37,0           | 20,0           | 100,0          | 6,6            | 1,6            | 0,8            | 0,2            | 8,2            |
| 1992/93                                                                                  | Детройт  | 79               | 41               | 24,5             | 50,9             | 37,0             | 89,4             | 5,3              | 1,6              | 0,6              | 0,5              | 8,7              | Не участвовал  | Не участвовал  | Не участвовал  | Не участвовал  | Не участвовал  | Не участвовал  | Не участвовал  | Не участвовал  | Не участвовал  | Не участвовал  | Не участвовал  |
| 1993/94                                                                                  | Детройт  | 11               | 5                | 22,5             | 52,2             | 33,3             | 84,6             | 5,1              | 1,3              | 0,5              | 0,4              | 9,8              | Не участвовал  | Не участвовал  | Не участвовал  | Не участвовал  | Не участвовал  | Не участвовал  | Не участвовал  | Не участвовал  | Не участвовал  | Не участвовал  | Не участвовал  |
|                                                                                          | Всего    | 1068             | 861              | 31,8             | 49,8             | 32,6             | 83,7             | 9,7              | 2,0              | 0,7              | 0,9              | 12,9             | 113            | 107            | 33,1           | 46,8           | 32,1           | 81,9           | 9,7            | 1,7            | 0,7            | 0,7            | 12,0           |
| Наведите курсор мыши на аббревиатуры в заголовке таблицы, чтобы прочесть их расшифровку. |          |                  |                  |                  |                  |                  |                  |                  |                  |                  |                  |                  |                |                |                |                |                |                |                |                |                |                |                |